# Пассаж Яушевых (Троицк)
Торговый пассаж братьев Яушевых — памятник архитектуры, расположенный в г. Троицке Челябинской области России. Памятник культурного наследия федерального значения

## Строительство здания
Купеческая династия Яушевых, основанная Гайсой Яушевым, осела в Троицке в первой половине XIX века. Фирма Яушевых занималась торговлей между Россией и Средней Азией, владела мыловаренным и кожевенным заводами, хлопковыми и чайными плантациями, паровыми мельницами и золотыми приисками. Помимо пассажа в Троицке Яушевы владели пассажами в Челябинске, Кустанае, Ташкенте и магазинами в ряде других городов.
Здание пассажа в Троицке строилось в 1908—1910 годы, открытие состоялось в 1911 г.

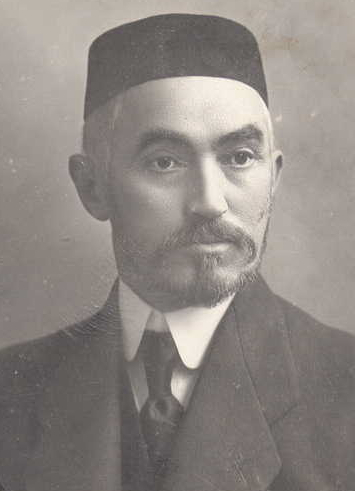
Муллагали Яушев

Долгое время чиновники не могли выделить участок для строительства, ссылаясь на отсутствие свободных земель в черте города. В итоге для строительства был выделен участок на болотистом месте, в районе Нижнего Базара. Из-за особенностей грунта фундамент здания стоит на сваях из лиственницы и свинцовой подушке, а для откачки грунтовых вод была разработана специальная система дренажа. Сооружение пассажа в Троицке обошлось фирме Яушевых в 300 тысяч рублей.
Здание пассажа в Троицке изображалось на рекламных проспектах фирмы Яушевых. Численность персонала торгового пассажа Яушевых в Троицке достигала 125 человек.

## После революции
В 1917 г., после занятия Троицка красными, здание было занято интернациональным батальоном, а чуть позже здесь расположился военный склад 17-го Уральского полка.
В июне 1918 года, когда Троицк был взят белогвардейцами, в здании пассажа был вновь организован военный склад. Склад охранялся взводом, сформированным из пленных солдат австро-венгерской армии, которые в один день перешли на сторону красных. В течение пяти дней за склад шли ожесточенные бои, почти весь личный состав взвода погиб. В 1957 году в память об этих событиях на фасаде была установлена мемориальная доска:

«Здесь в июне 1918 года сражался и погиб в борьбе за власть Советов взвод мадьяр интернационального батальона».
С 1943 или 1946 г. по 2015 г. в здании пассажа располагался цех электромеханического завода — предприятия по производству теплообменных аппаратов.

## Описание архитектуры

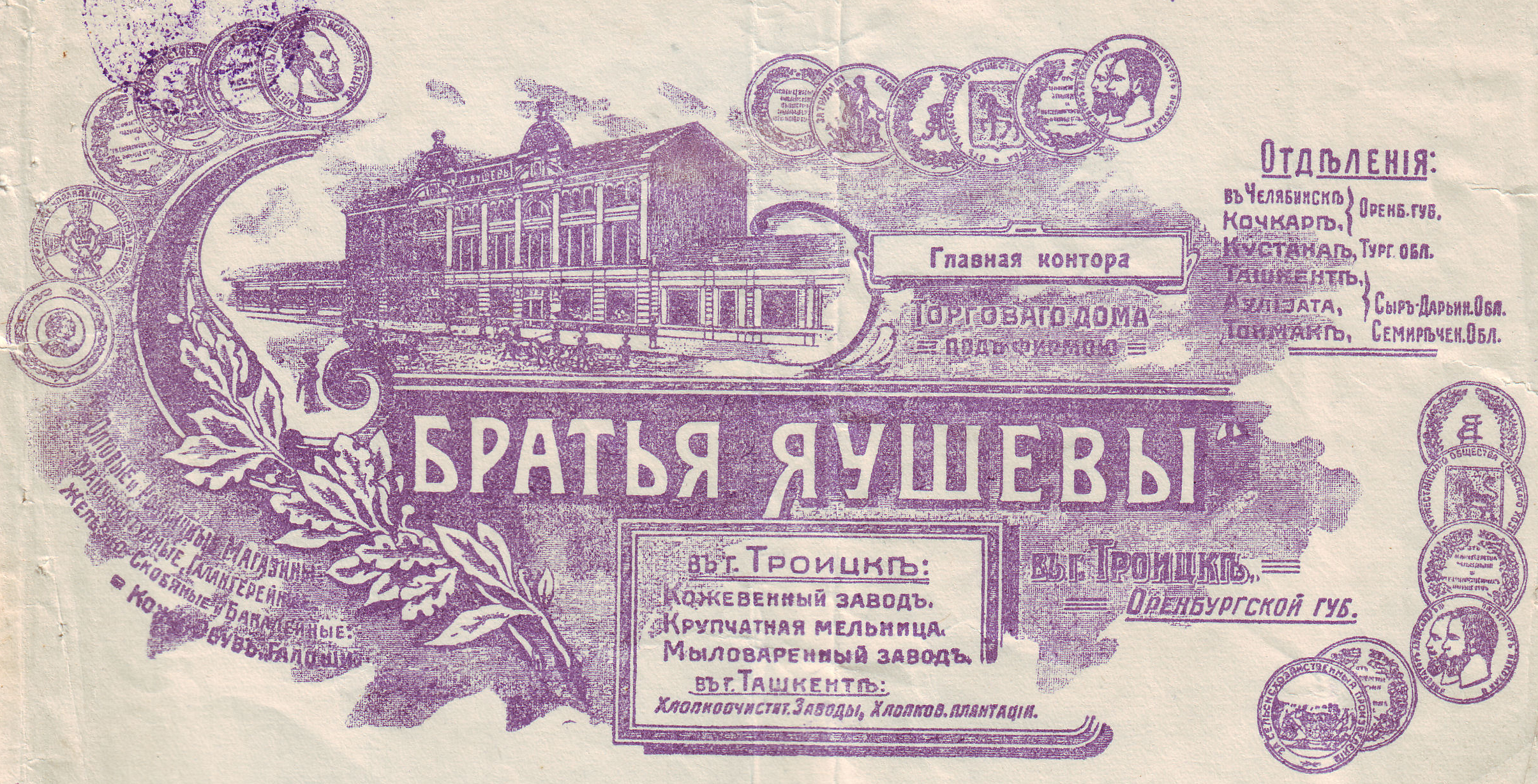
Пассаж в Троицке на эмблеме фирмы купцов Яушевых, 1917 г.

Каменное здание имеет три этажа. На первых двух этажах располагались торговые отделы. Окна этих этажей витринного типа, перекрыты железными балками. Узкие простенки между окнами декорированы вертикальными плоскими выступами и полуколоннами. Простенки первого этажа рустованы. Третий этаж прорезан небольшими арочными окнами. Венчали здание два четырёхгранных «французских» купола, которые не сохранились до нашего времени.
В архитектуре пассажа прослеживаются ренессансно-барочные черты с элементами неоклассицизма. Фасад здания богато украшен лепниной: композитными капителями, разорванными полукруглыми фронтонами, аттиками, медальонами. Со стороны двора здание оформлено ризалитами (вертикальными выступами, идущими во всю длину здания).
На момент постройки пассаж был оснащен техническими новшествами: телефоном, лифтом, электрическим освещением. По тем временам трехэтажный пассаж был одним из самых видных зданий в Троицке.

## Современное состояние
В 2015 году завод освободил здание, и оно было отключено от электро-, тепло- и водоснабжения. Из-за этого в подвале здания начали скапливаться грунтовые воды, которые ранее откачивали насосы завода. Возникла опасность разрушения здания.
В связи с этим была проведена прокурорская проверка, которая установила, что территориальное управление Росимущества как владелец здания и Министерство культуры Челябинской области, ответственное за сохранность здания как памятника федерального значения, не предприняли мер по откачке воды из подвала или заключению договоров энерго- и теплоснабжения. Были внесены представления для принятия мер к устранению выявленных нарушений закона, информация также была направлена в Управление Минкультуры России по Уральскому федеральному округу.

### Фасад

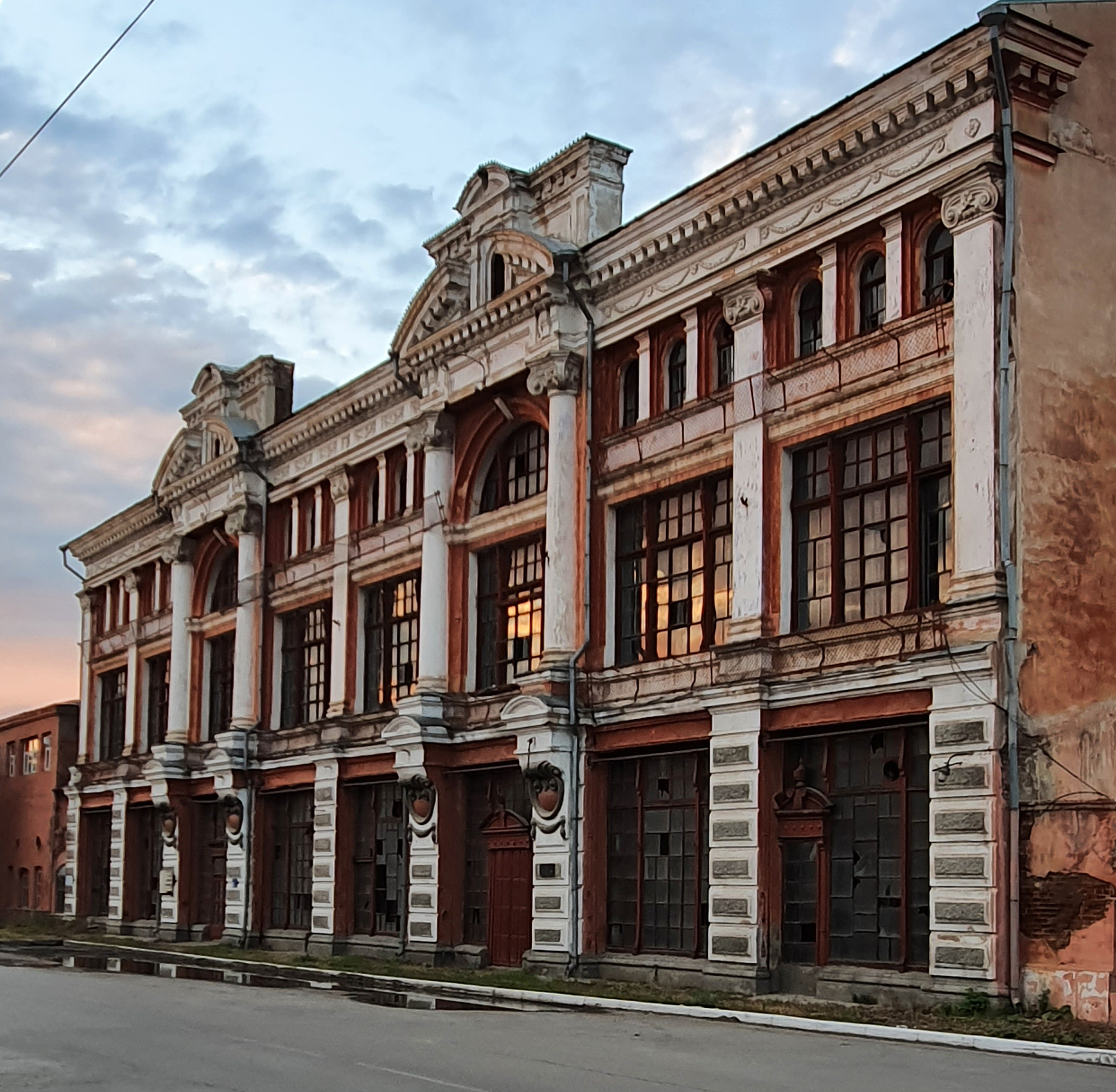
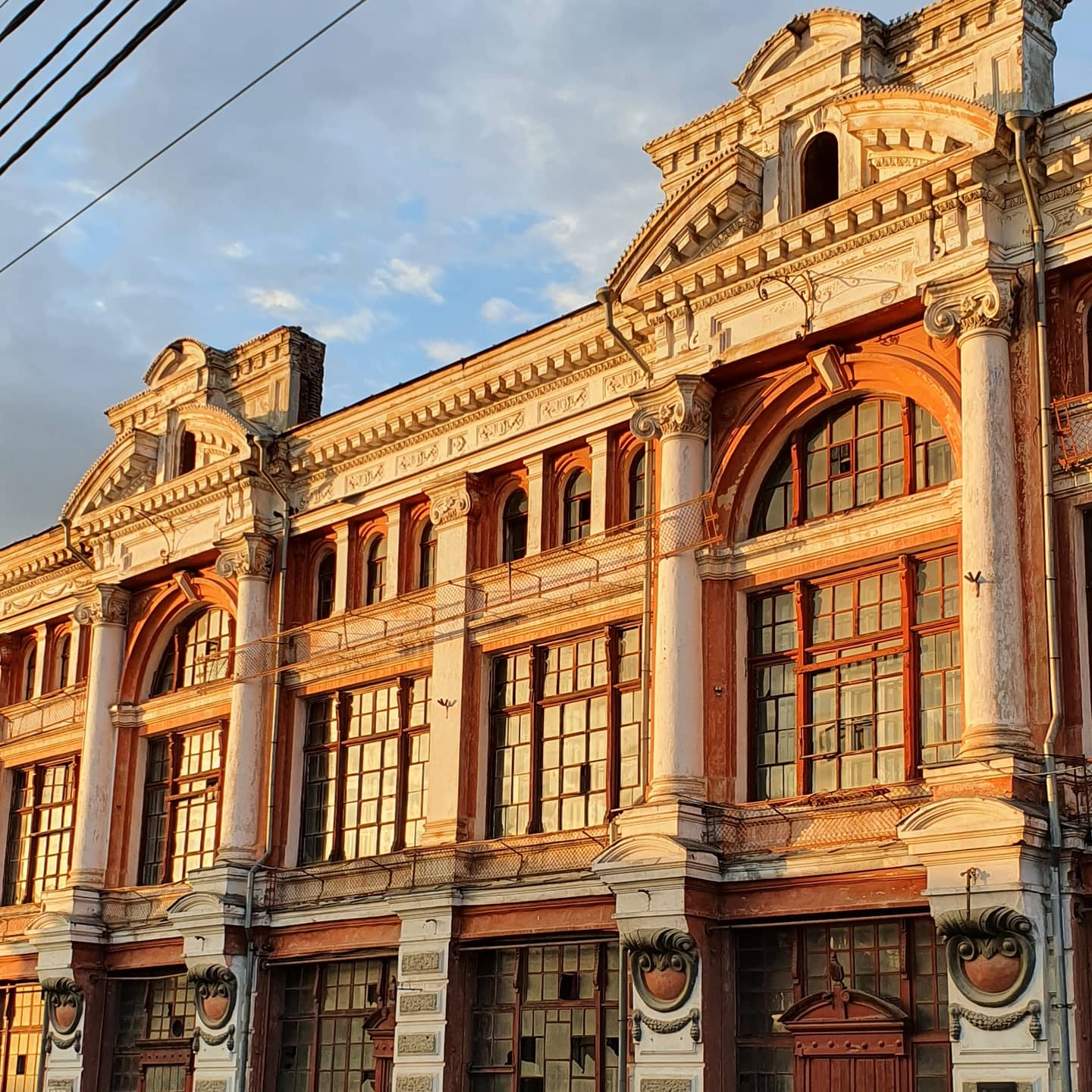
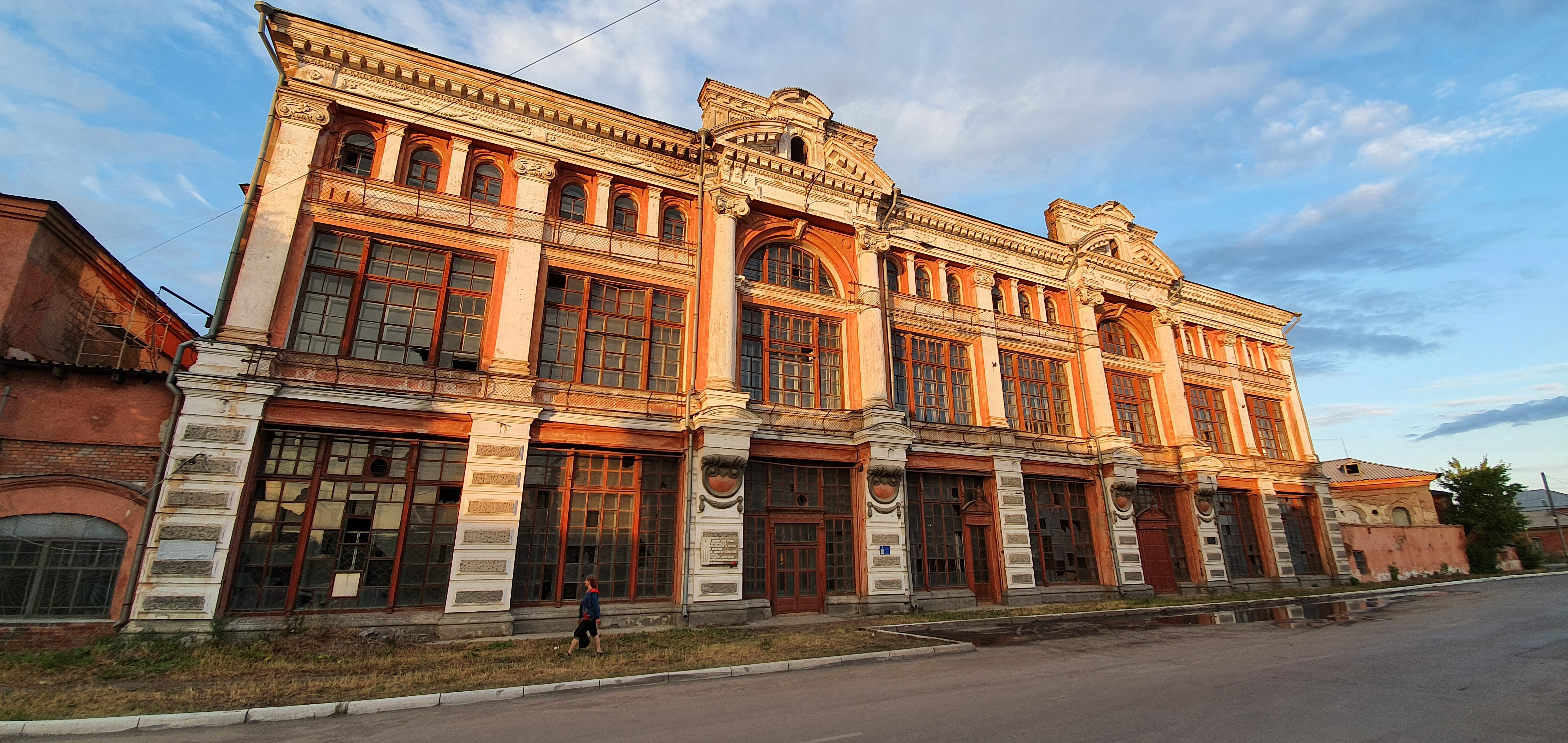
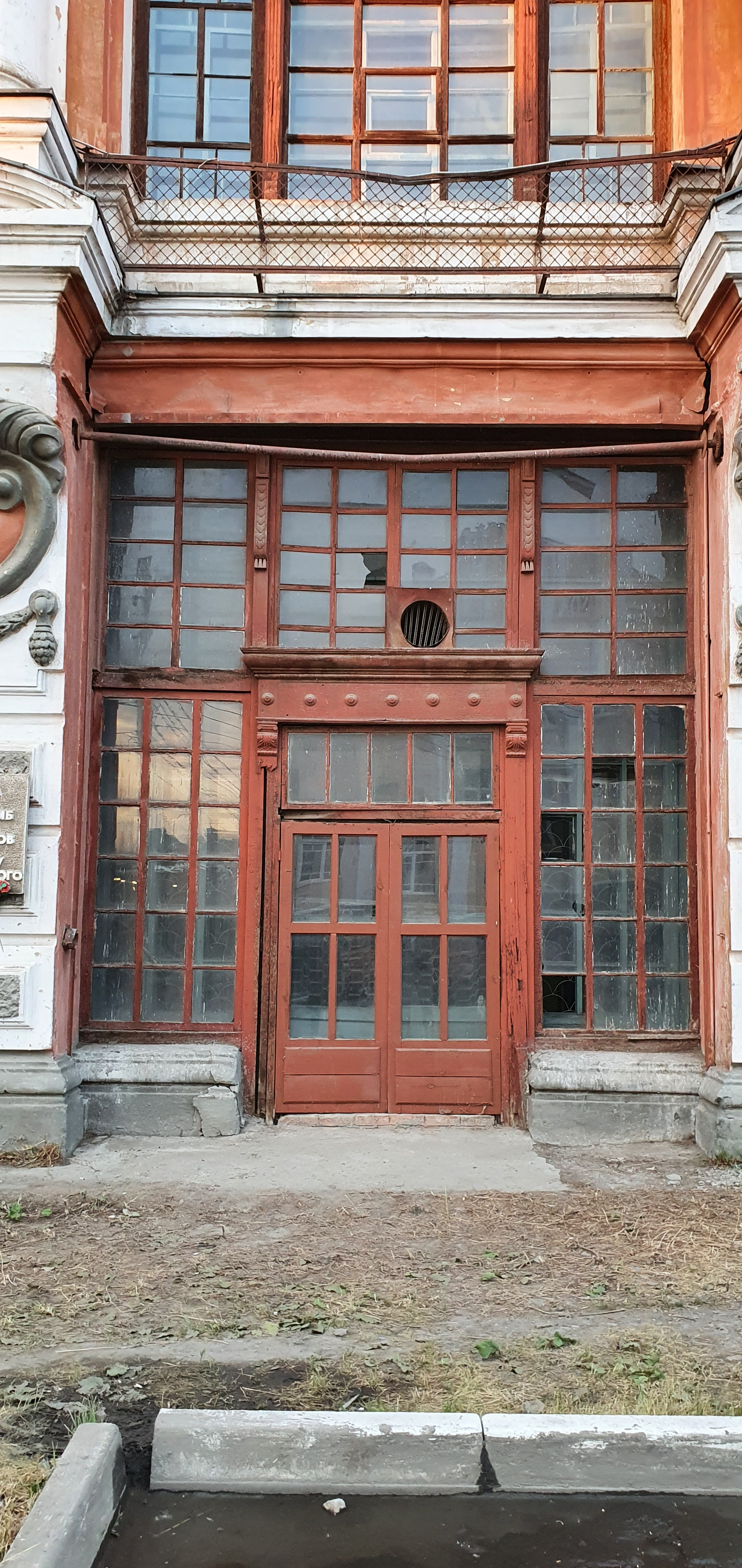
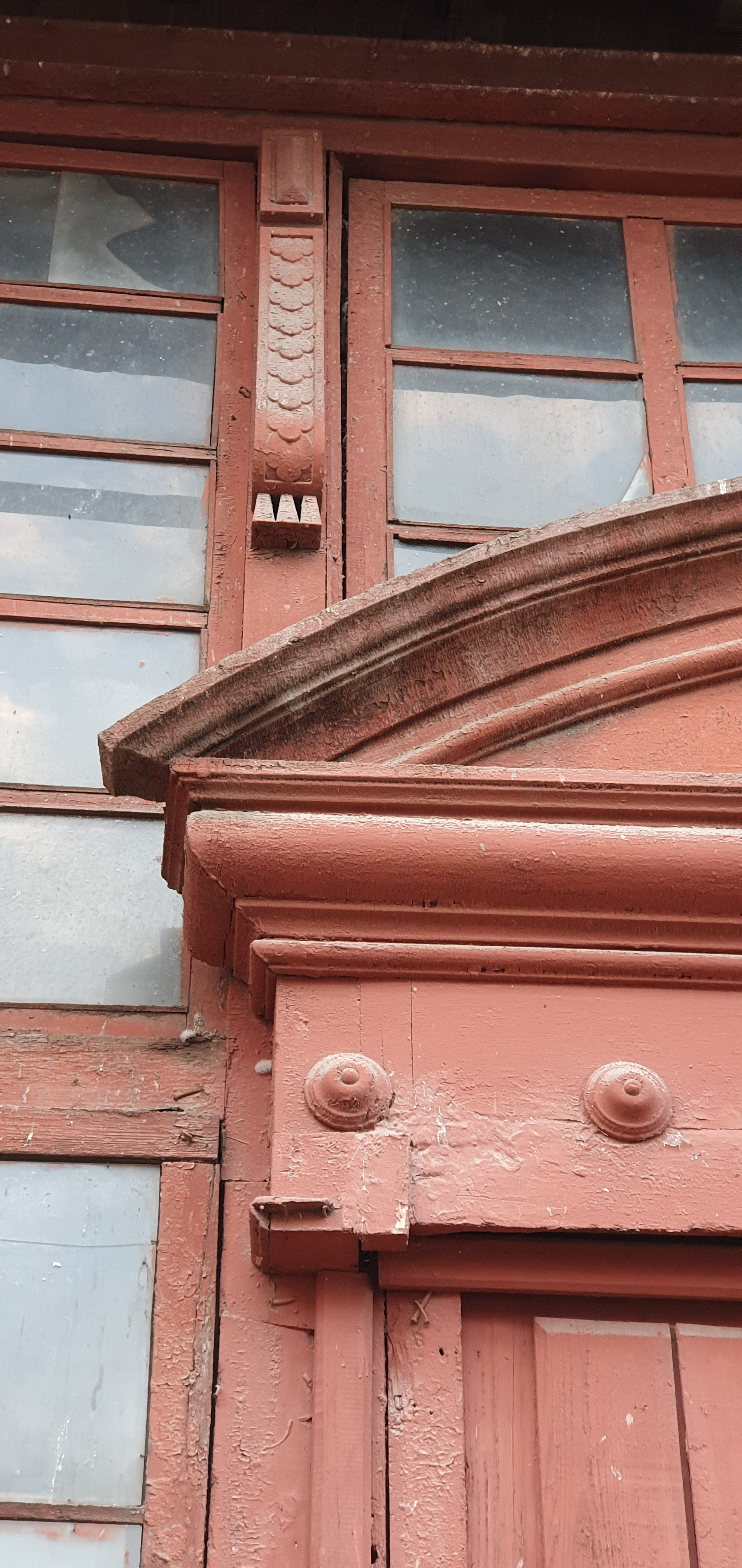
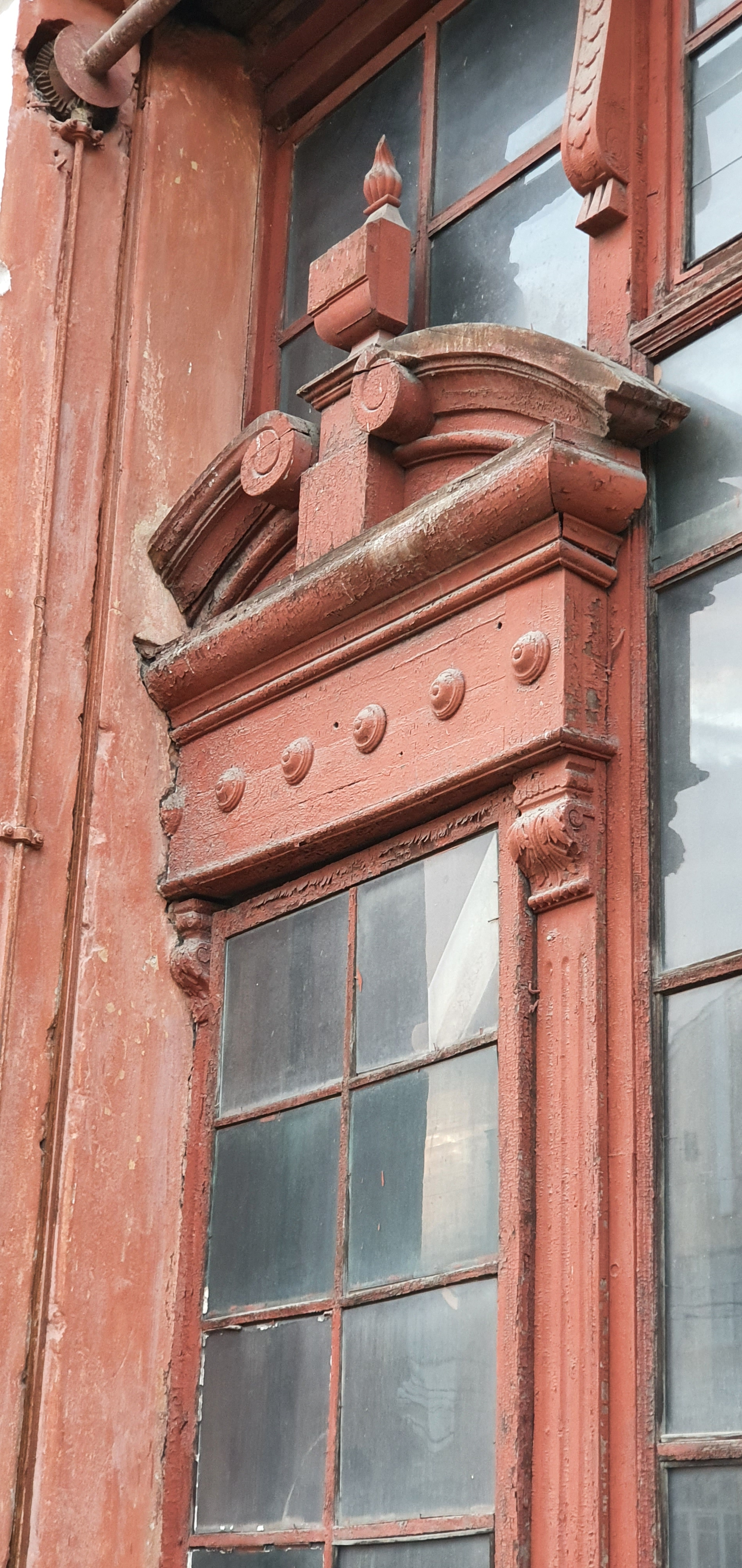
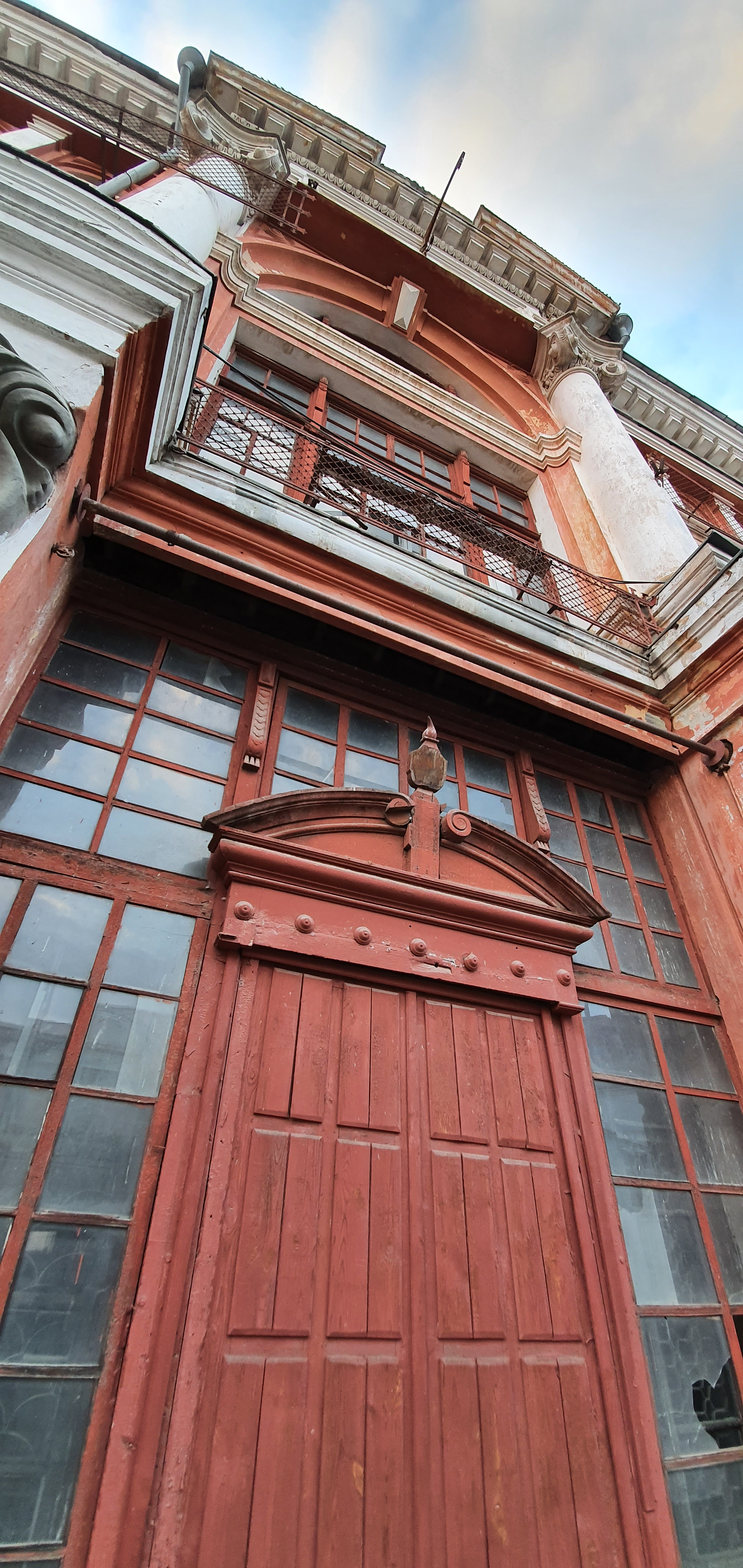
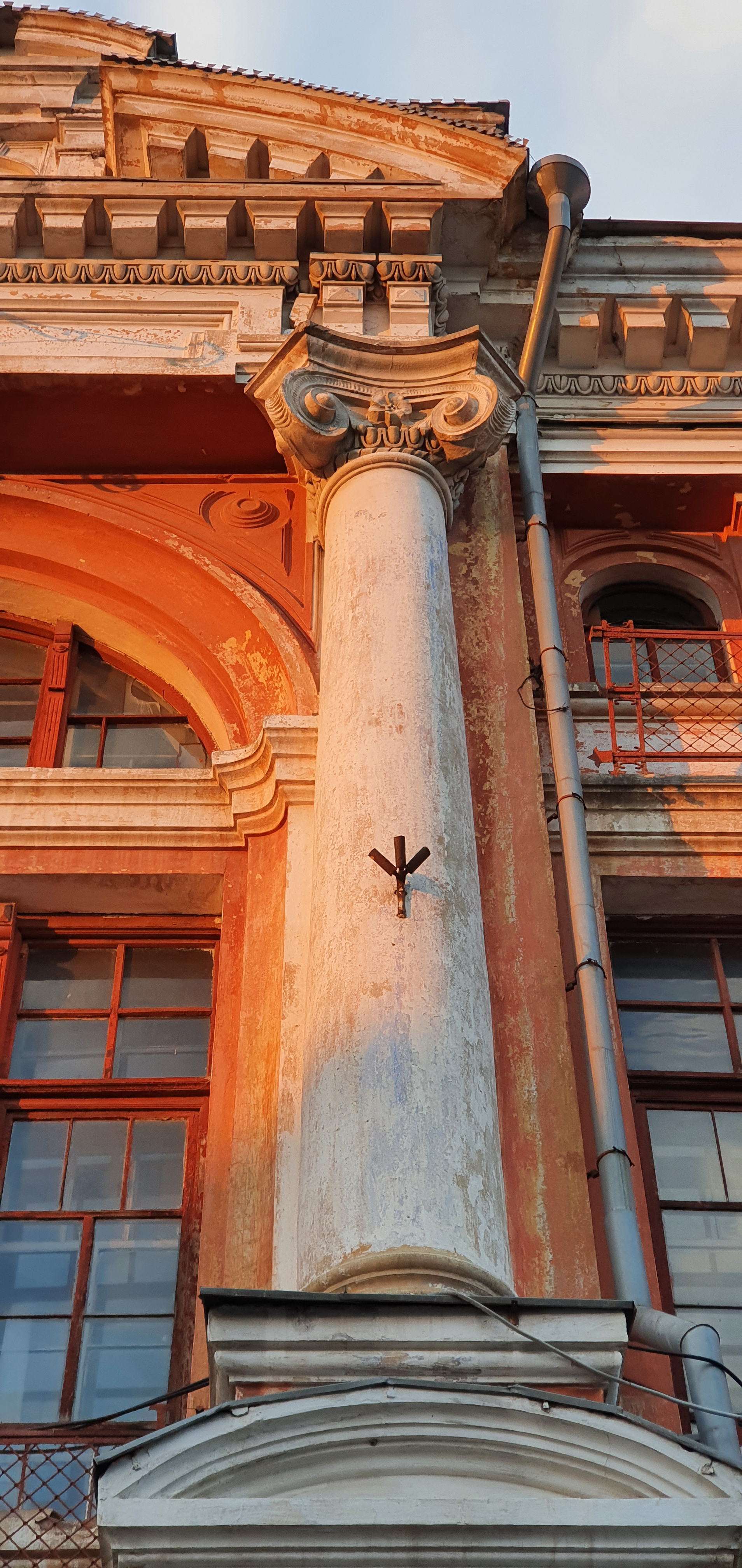
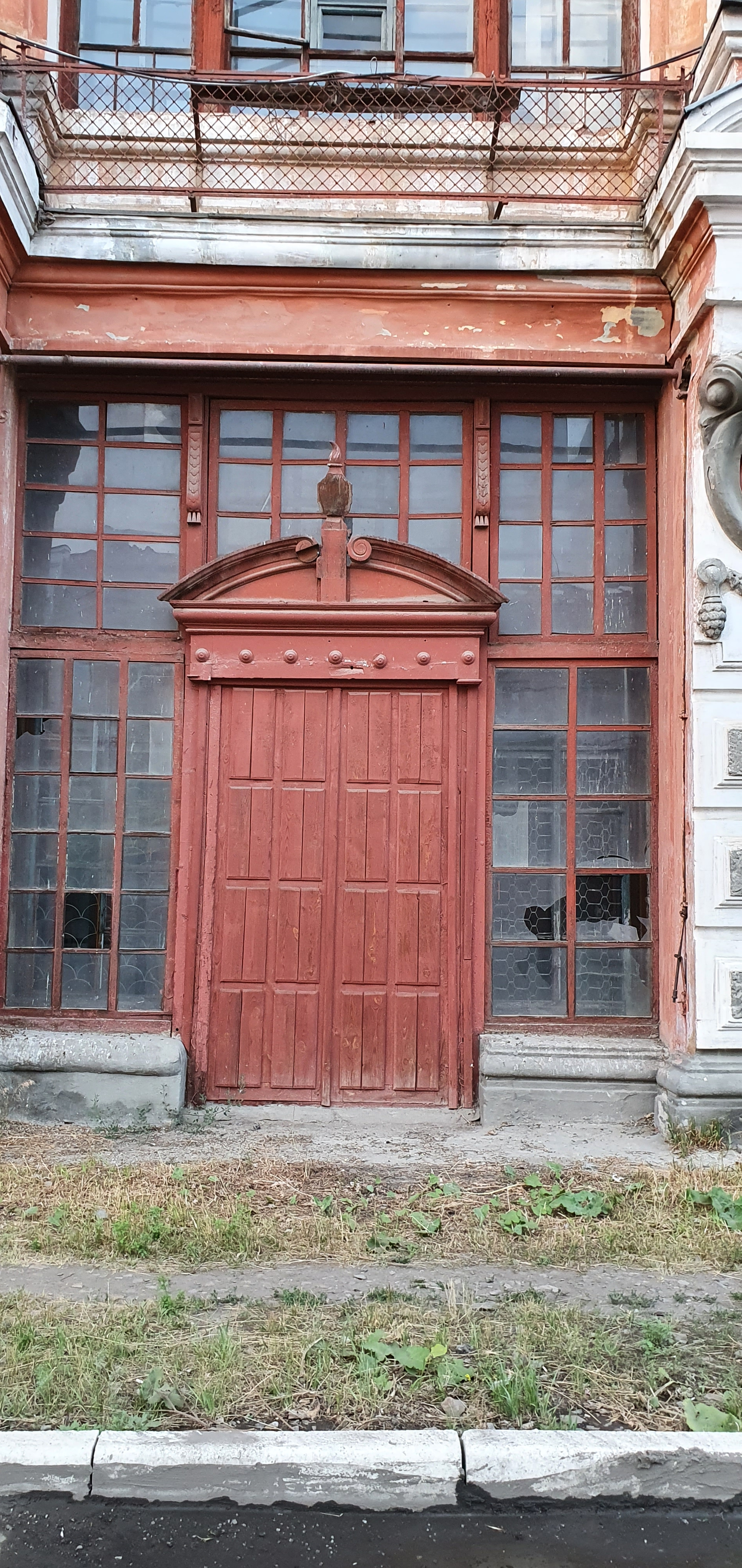
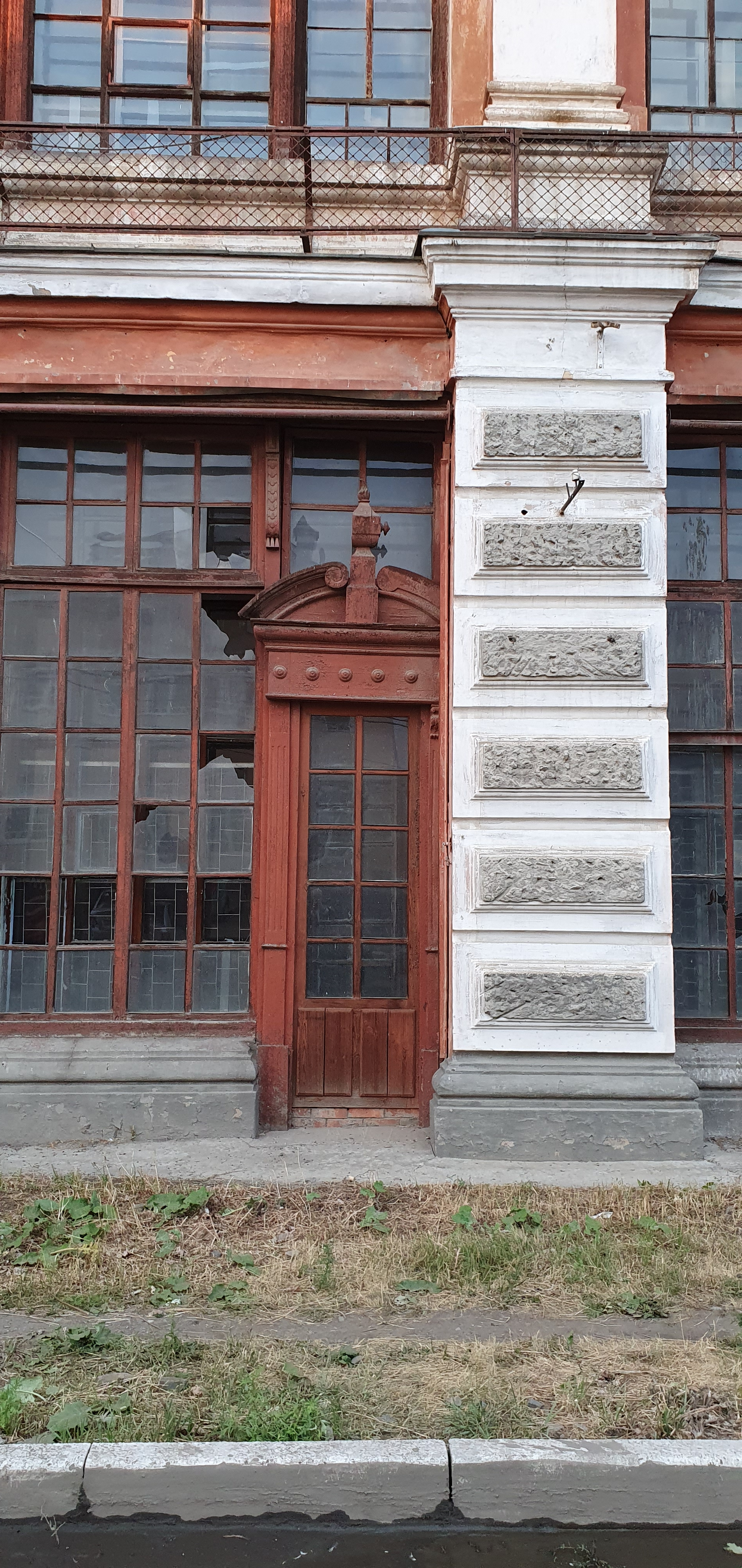
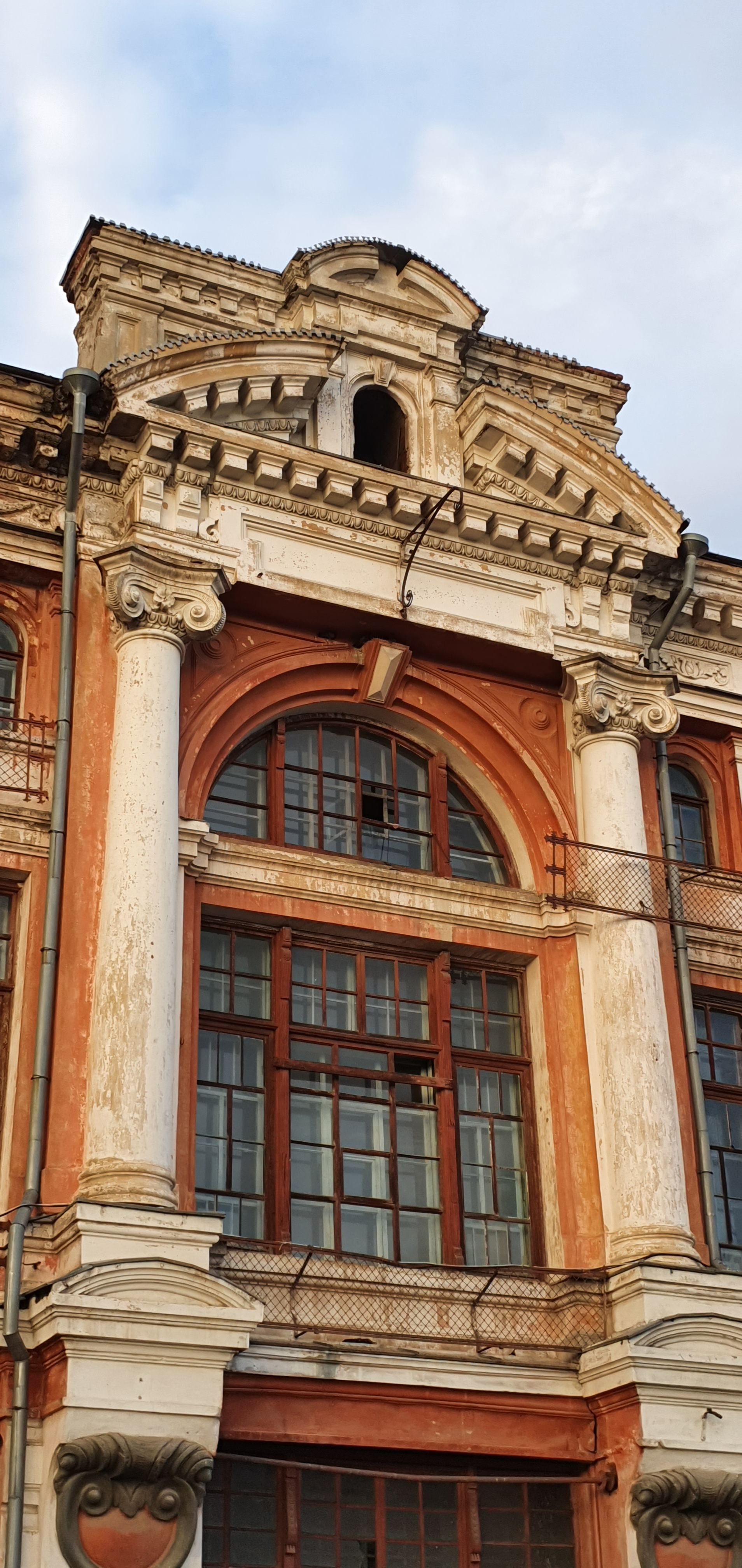
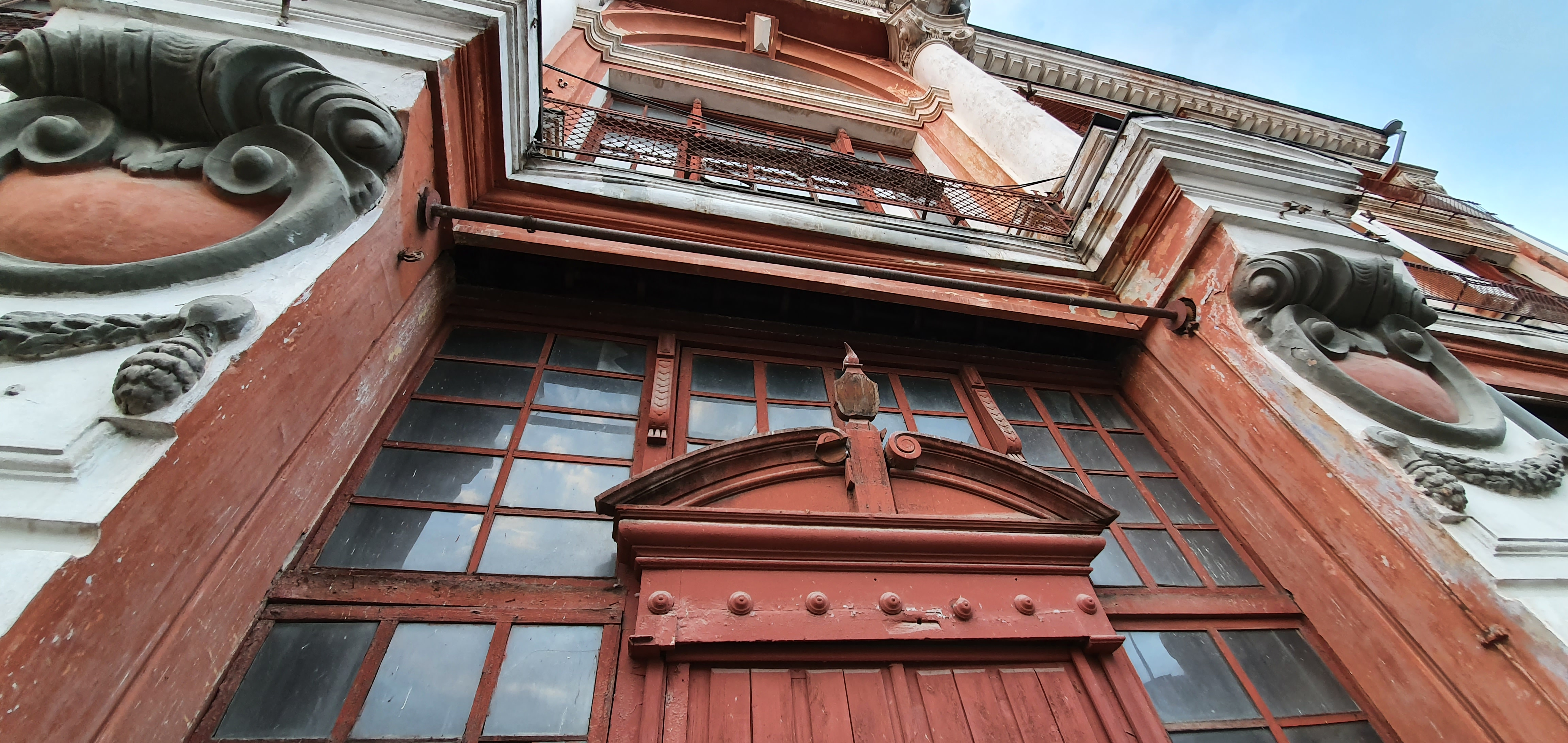

## Галерея

### Мемориальные доски

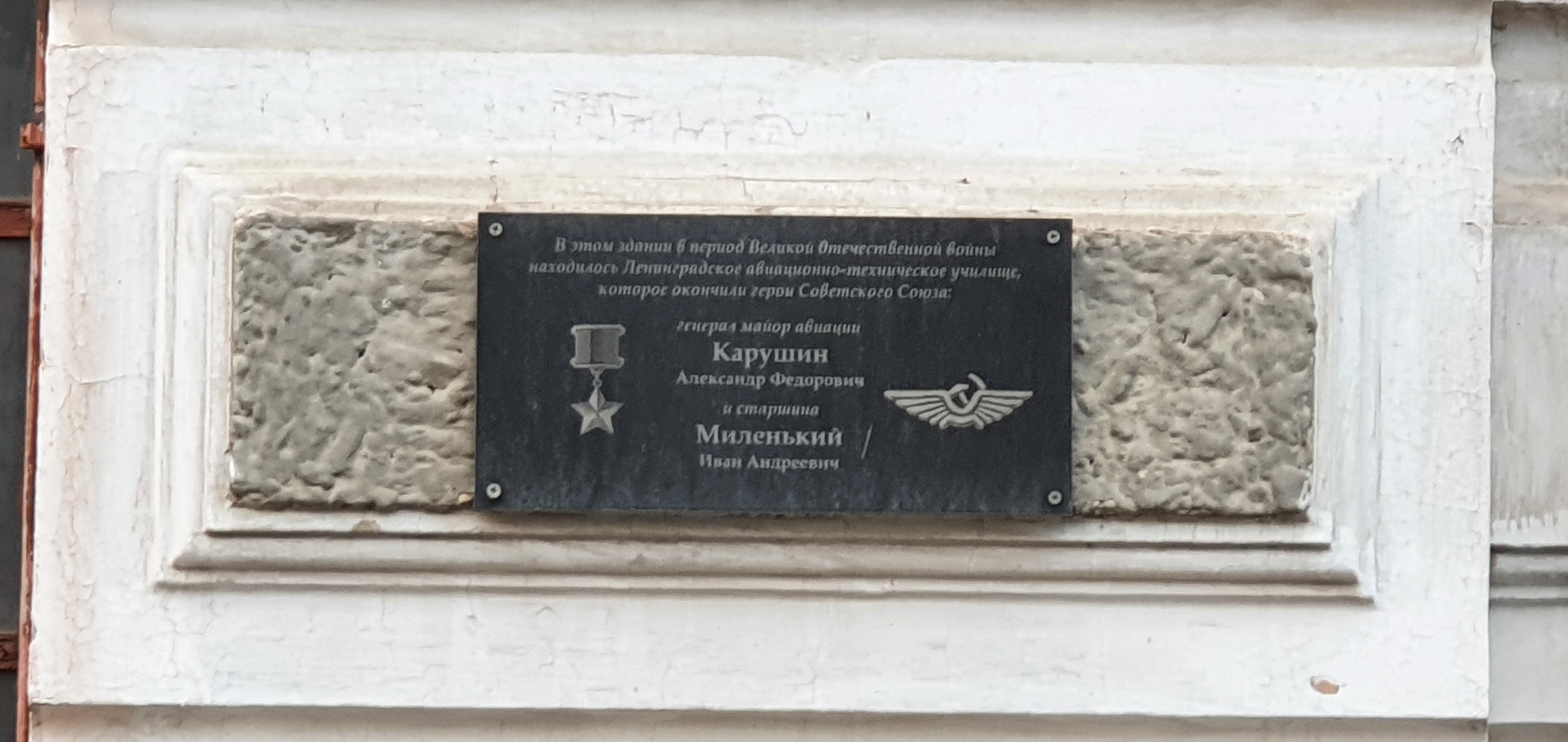
В честь Героев Советского союза А.В. Карушина и И.А. Миленького, обучавшихся в этом здании в Ленинградском авиационно-техническом училище во время Второй мировой войны
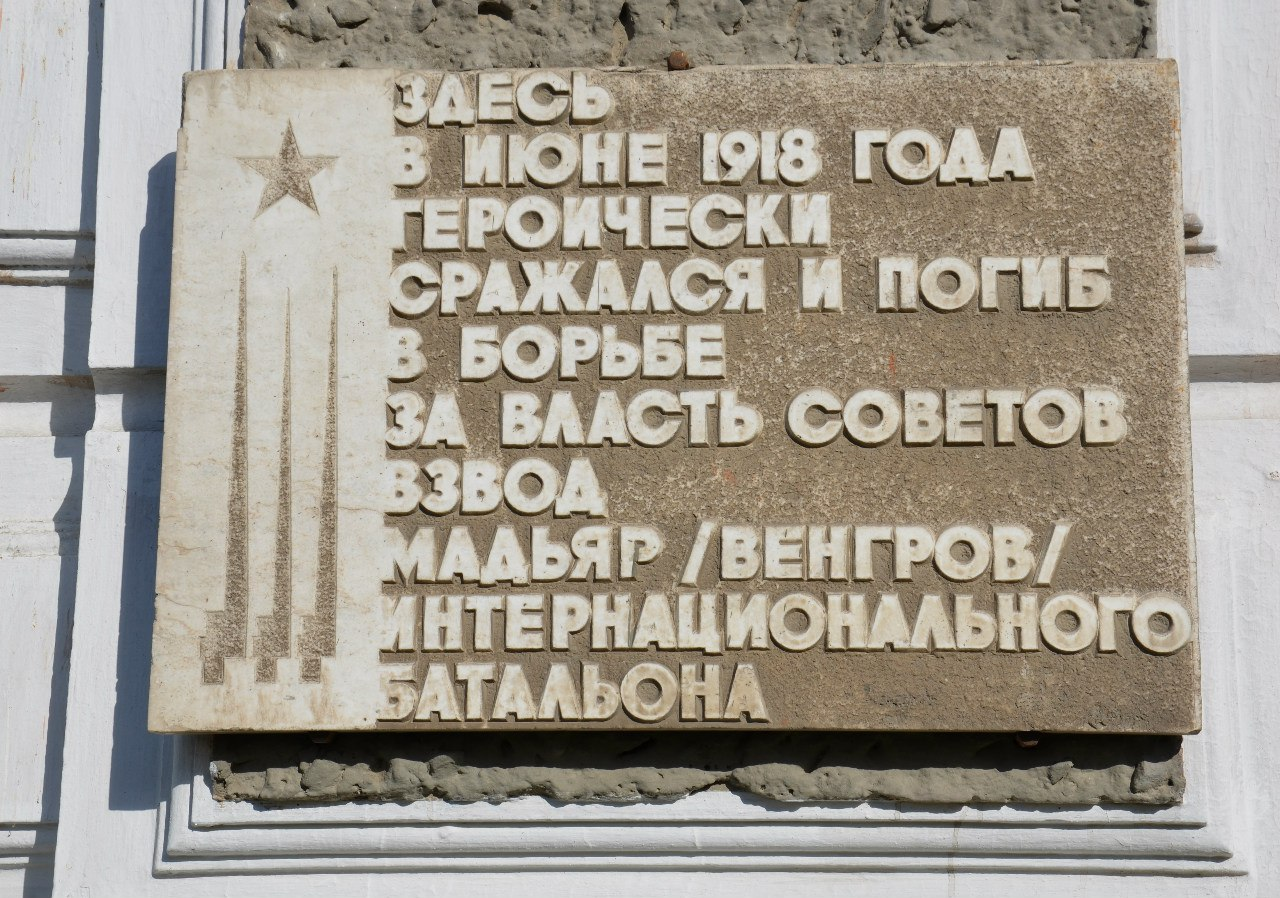
Советская табличка в память о восставших венгерских солдатах

### Интерьер

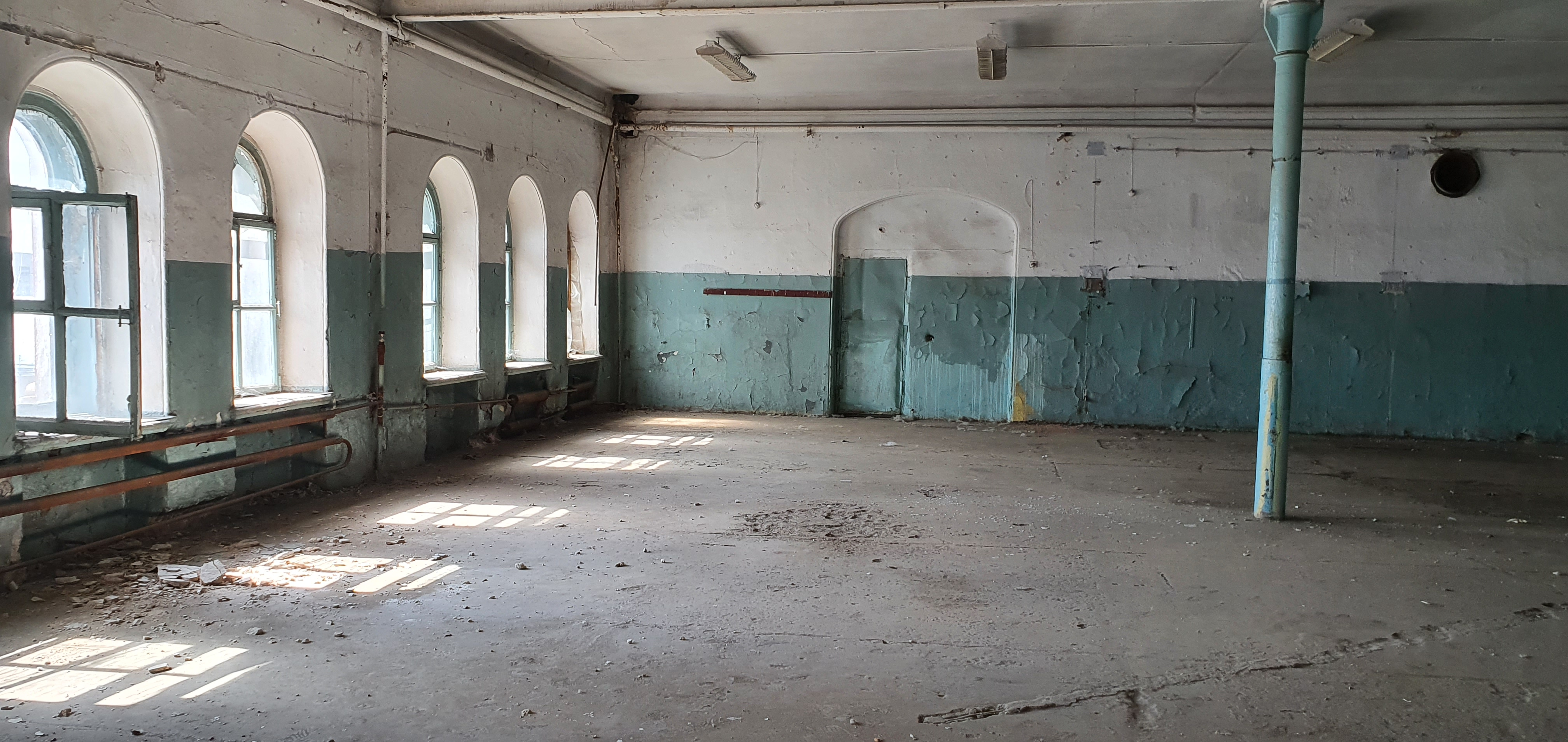
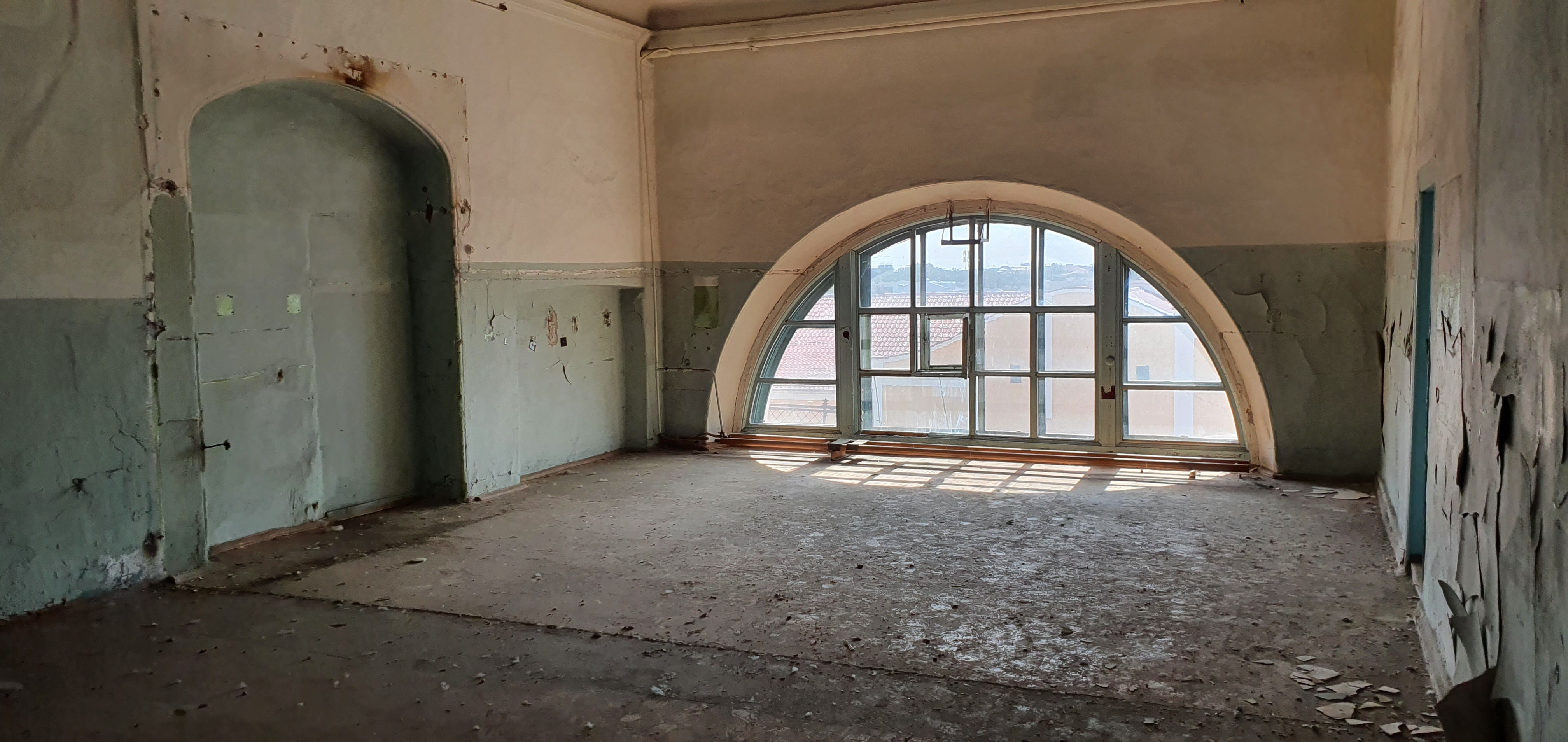
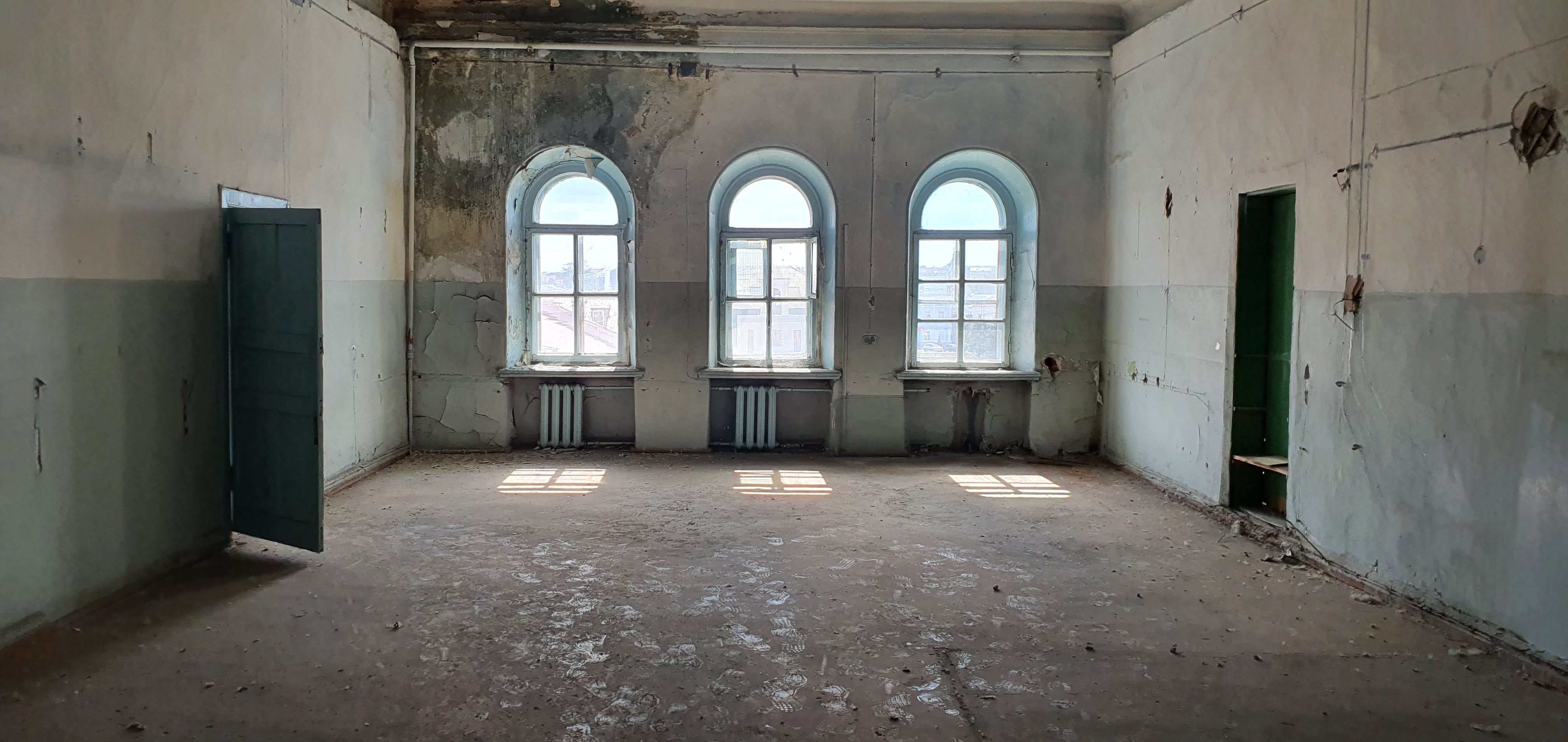
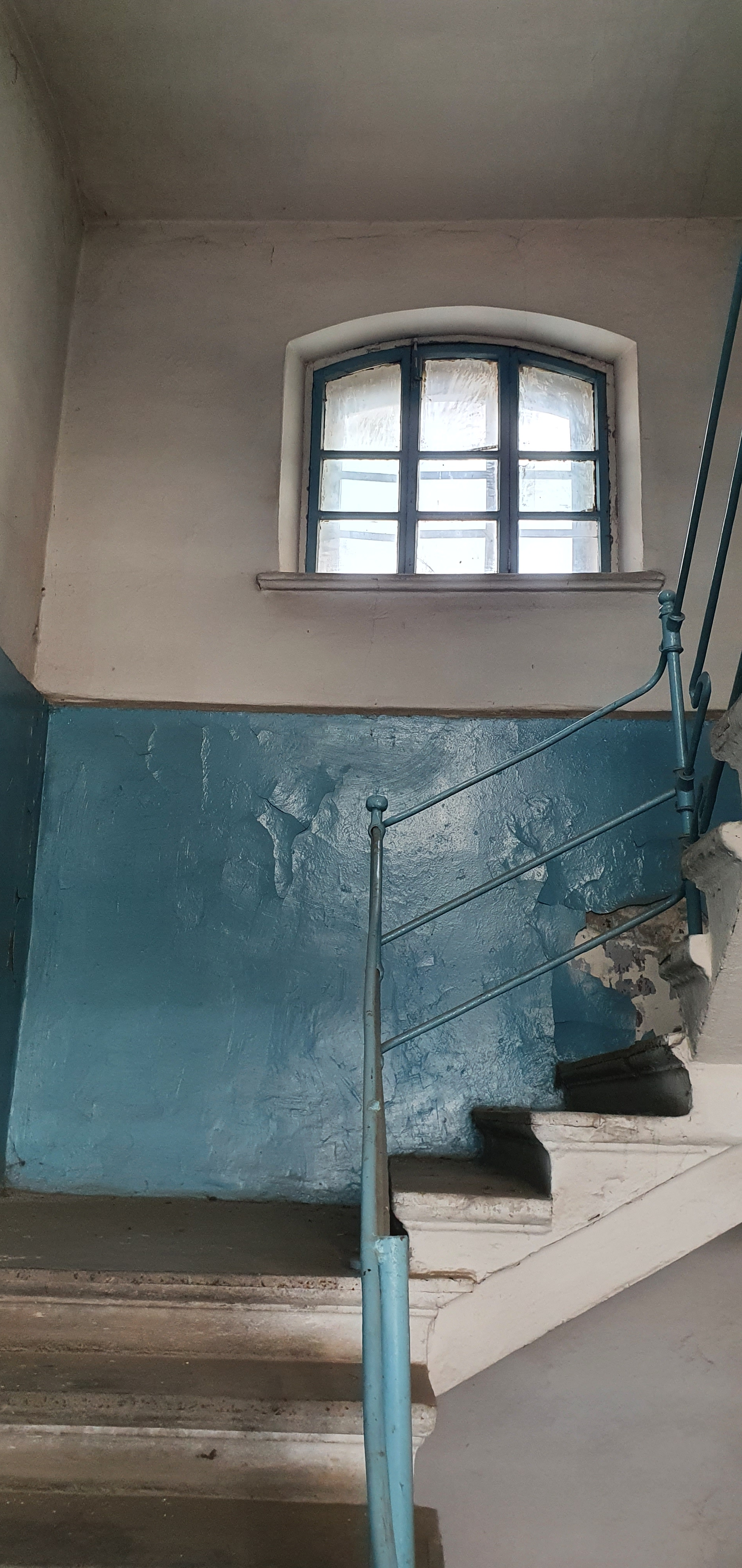
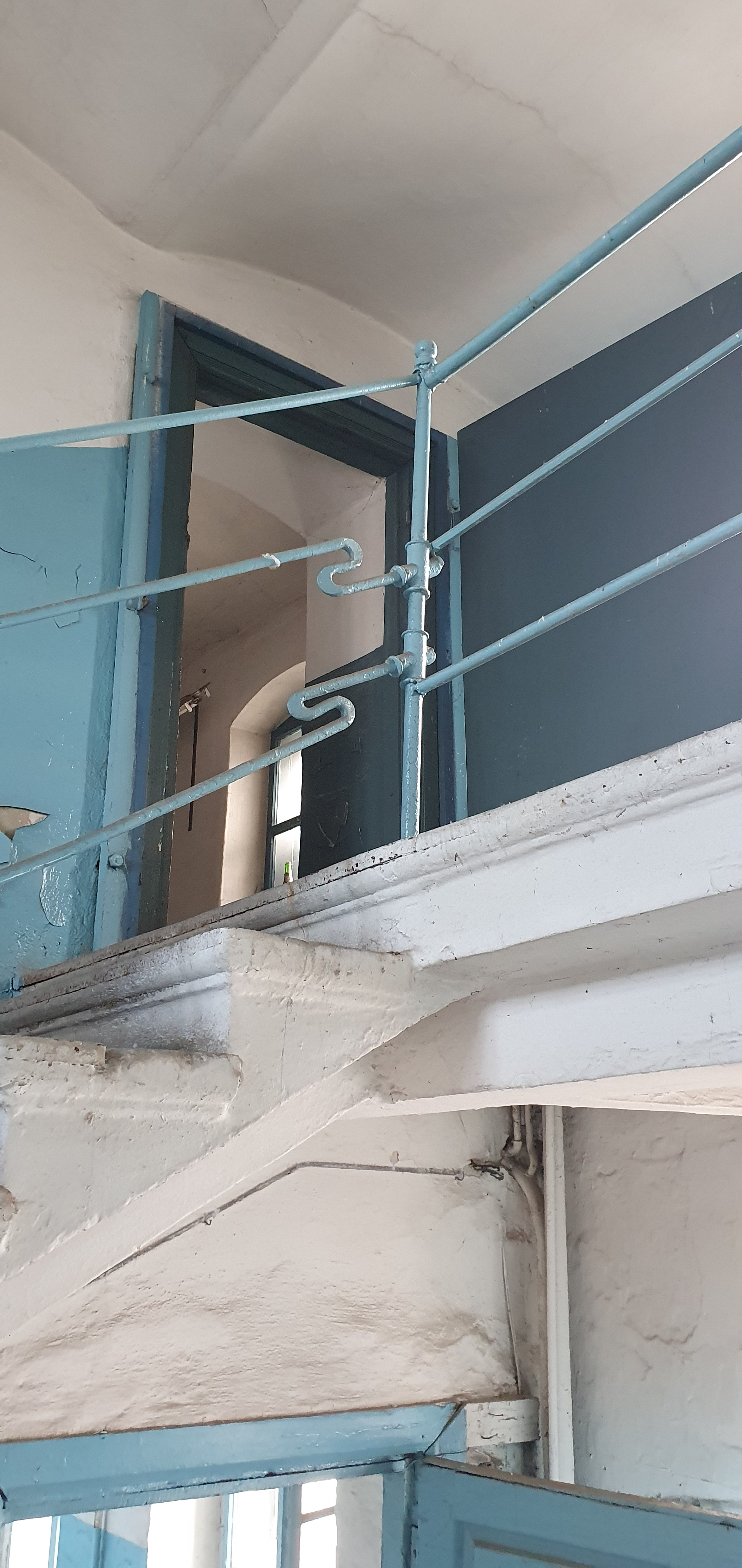
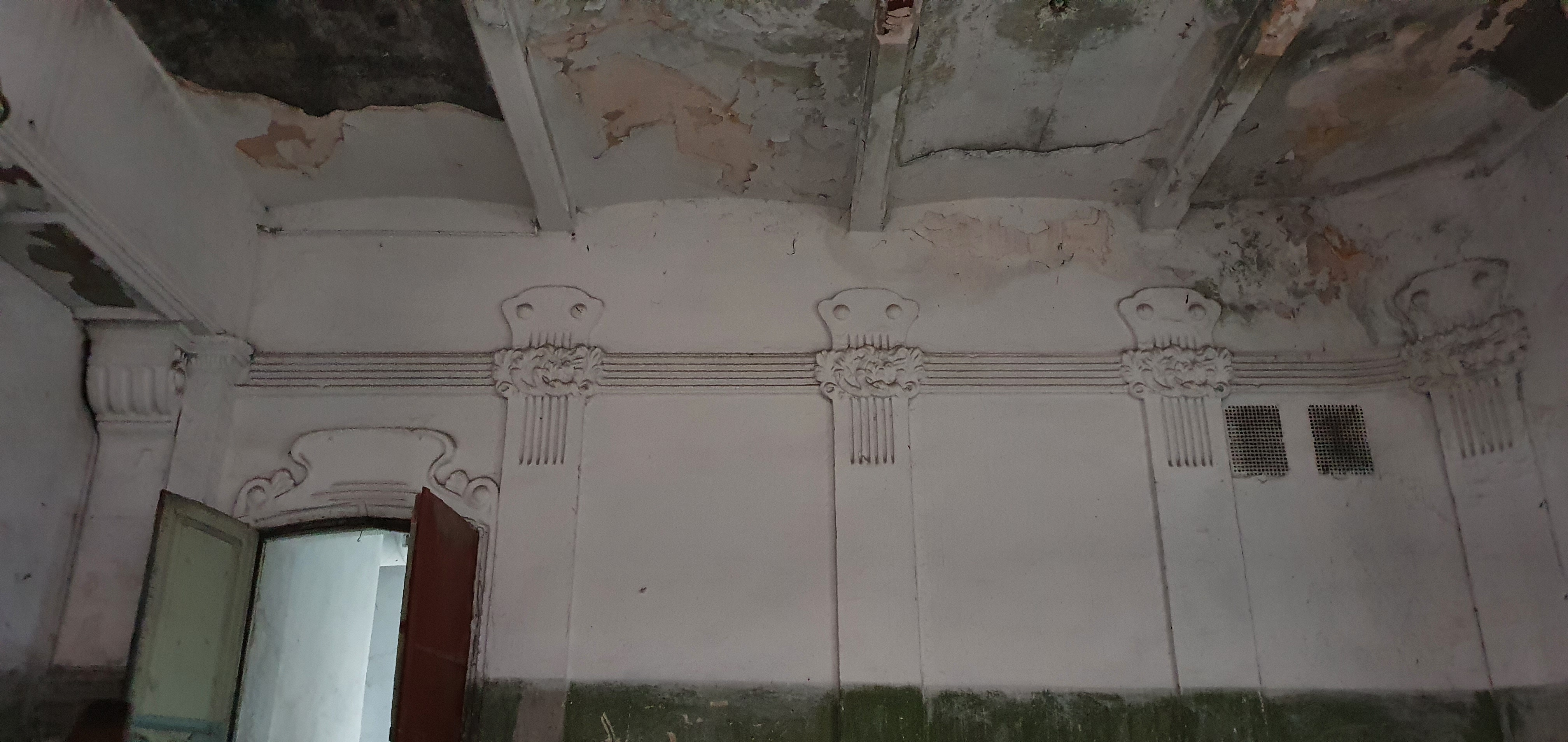
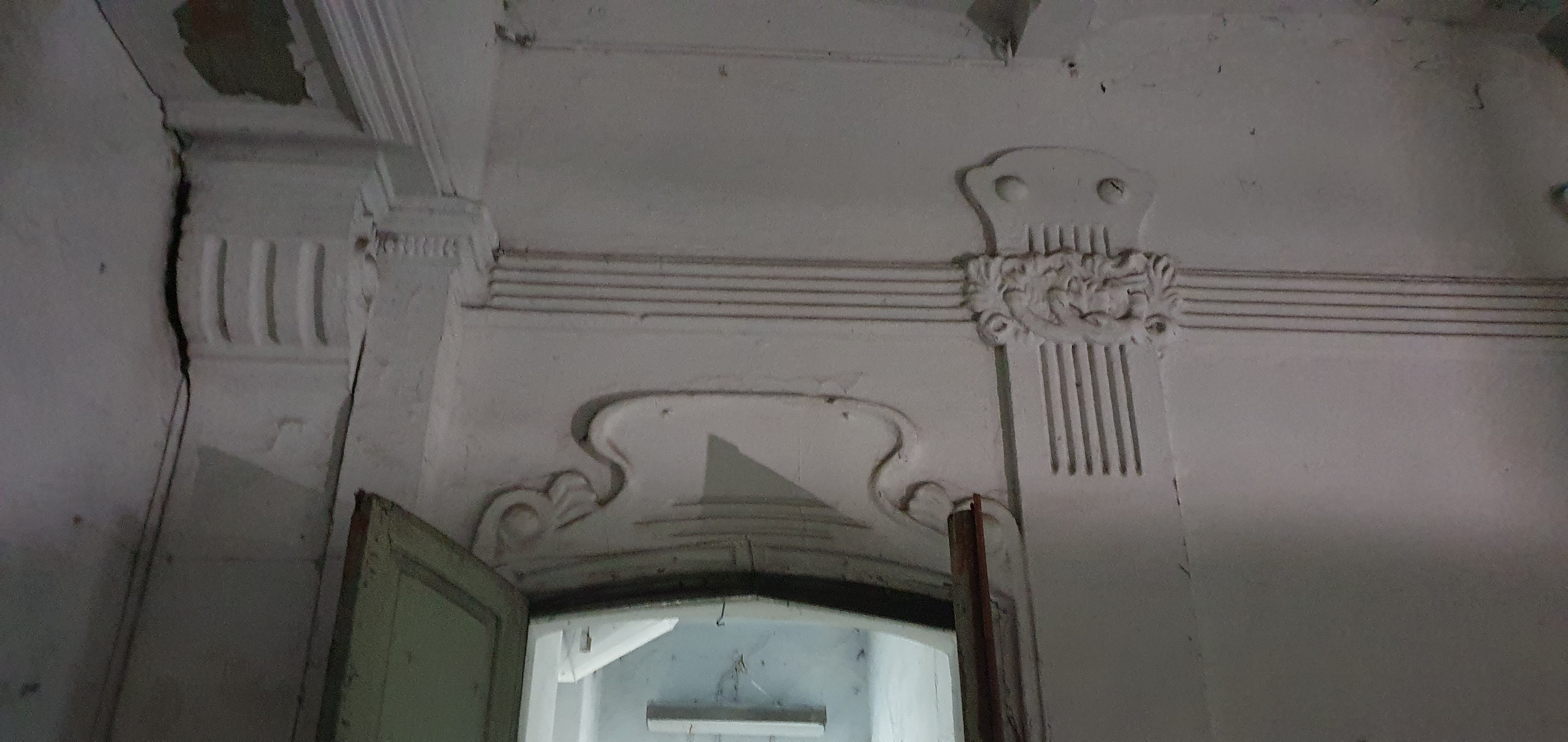
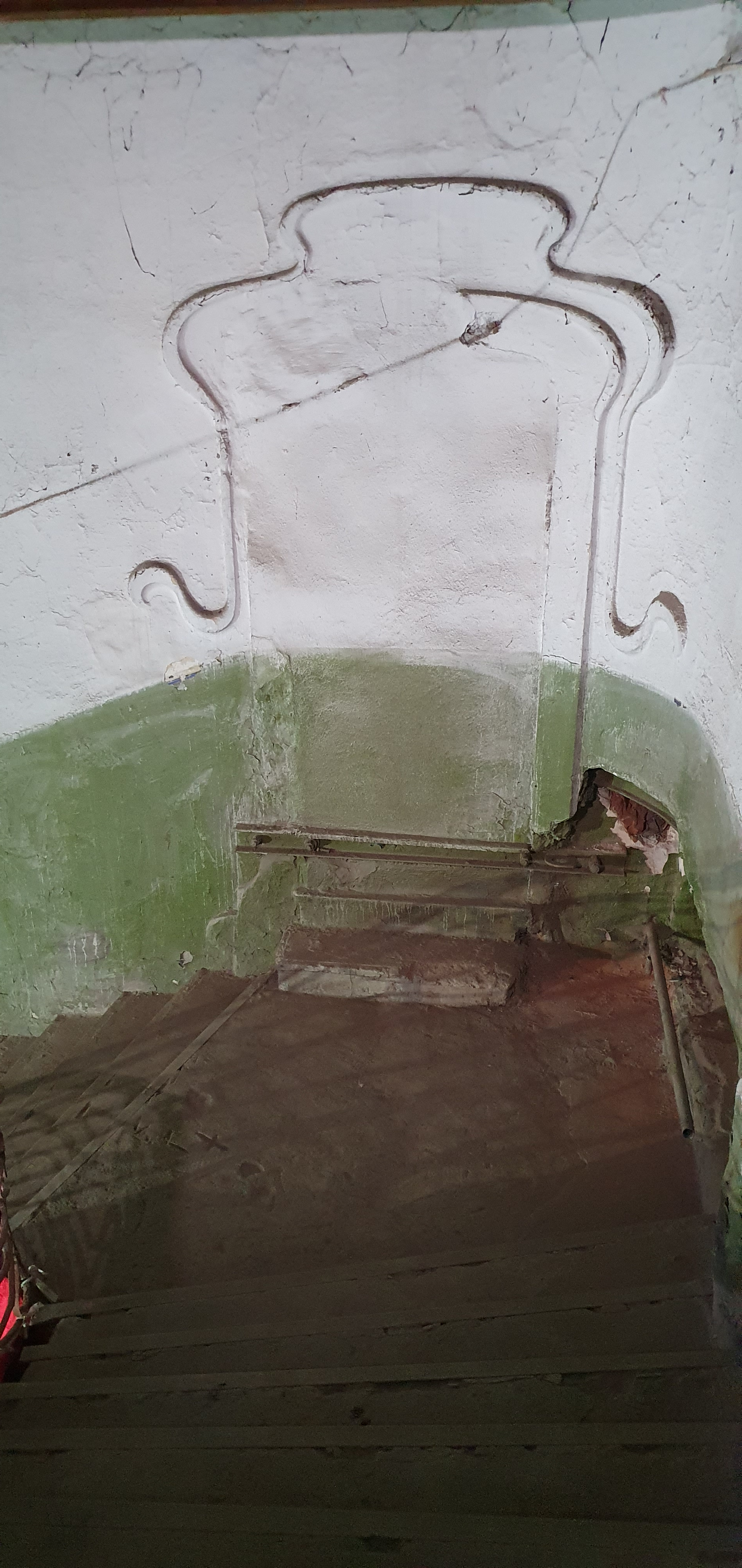